# Clean Freak! Aoyama kun
Keppeki Danshi! Aoyama-kun (яп. 潔癖男子！青山くん Кэппэки данси! Аояма-кун, «Чистюля! Аояма-кун») — манга Таку Сакамото, повествующая о гениальном футболисте, помешанном на чистоте. Первоначально выходила в журнале Miracle Jump (издательство Shueisha, 2014), в 2015 была возобновлена в журнале Young Jump того же издательства. В 2017 году была анонсирована телеэкранизация манги.

## Сюжет
Аояма — первокурсник старшей школы Фудзими — обладает большим потенциалом для того, чтобы стать профессиональным футболистом. Выступая на позиции полузащитника, он в свои пятнадцать лет уже готов пробиться в юниорскую сборную Японии до 16 лет, но не может этого сделать из-за гермофобии, заставляющей его постоянно заботиться о чистоте. Аояма не может прикоснуться к мячу на поле руками, не может есть пищу, приготовленную другими людьми, и избегает физических контактов с людьми. Подобное поведение приводит его к конфликту с товарищами по футбольной команде школы.

## Персонажи
Аояма (яп. 青山 Аояма)
Сэйю: Рётаро Окиаю
Каору Дзайдзэн (яп. 財前かおる Дзайдзэн Каору)
Сэйю: Томокадзу Сэки
Мока Гото (яп. 後藤もか Гото: Мока)
Сэйю: Андзу Харуно
Гаку Исикава (яп. 石川岳 Исикава Гаку)
Сэйю: Нориаки Сугияма
Дзин Цукамото (яп. 塚本仁 Цукамото Дзин)
Сэйю: Дайсукэ Сакагути

## Манга
Манга авторства Таку Сакамото с иллюстрациями самого Сакамото, выходила с 20 мая 2014 года в журнале «Miracle Jump», затем публикации перенесли с 2015 года в журнал «Young Jump», оба журнала выходили от издательства «Shueisha».

## Критика
Обозреватель портала Anime News Network Ник Кример высказал мнение, что комедийная составляющая аниме-сериала является «морально устаревшей», поскольку использует довольно прямолинейные шутки над чистотой, переключая изображение Аоямы в тиби-версию. При этом Кример отметил, что драматические моменты истории, напротив, достаточно неплохо обыгрывают фобию главного героя. Однако, критик подчеркнул, что из-за невысокого качества изображений аниме-сериала он не может рассматриваться как нечто выходящее за рамки посредственности жанра спокон.
Лаурен Орсини назвал элементы юмора произведения смесью «глупого и шокирующего перфекционизма» манги «Я — Сакамото, а что?» и личностной комедии Tanaka-kun is Always Listless.

## Примечание
1. 1 2  Taku Sakamoto's Cleanliness Boy! Aoyama-kun Manga Gets TV Anime. Manga about clean-obsessed soccer genius debuted in 2014 (англ.). Anime News Network (28 января 2017). Дата обращения: 2 февраля 2017. Архивировано 2 февраля 2017 года.
2. 1 2 3  The Summer 2017 Anime Preview Guide: Clean Freak! Aoyama kun (англ.). Anime News Network (2 июля 2017). Дата обращения: 2 декабря 2018. Архивировано 4 июля 2017 года.
3. ↑  Lauren Orsini. Clean Freak! Aoyama kun: Episodes 1-3 (англ.). Anime News Network (17 июля 2017). Дата обращения: 2 декабря 2018. Архивировано 2 декабря 2018 года.